# تعقیب تا جهنم
تعقیب تا جهنم فیلمی به کارگردانی روبرت اکهارت و نویسندگی جمال امید محصول سال ۱۳۵۲ است.

## خلاصه داستان
سال ۱۳۱۲ در درهٔ بمبی، حوالی مرز افغانستان...

## بازیگران
- زکریا هاشمی
- ایرن زازیانس
- مرتضی عقیلی
- جلال پیشواییان
- محمدتقی کهنمویی
- رضا رخشانی
- هومن